# Kup Maršala Tita 1975-1976
La Kup Maršala Tita 1975-1976 fu la 28ª edizione della Coppa di Jugoslavia. Migliaia di squadre parteciparono alle qualificazioni che portarono alle 32 che presero parte alla coppa vera e propria.
Dopo due edizioni disputate nel periodo autunnale (da agosto a novembre, con la finale il 29, Festa della Repubblica), si tornò al consueto svolgimento da settembre a maggio, con la finale il Giorno della Gioventù, ovvero il 25.
Il trofeo fu vinto dal Hajduk Spalato (al quarto successo consecutivo), sconfiggendo in finale la Dinamo Zagabria. Per gli spalatini fu il quinto titolo in questa competizione.

Il successo diede al Hajduk l'accesso alla Coppa delle Coppe 1976-1977.
Il Partizan, vincitrice del campionato, venne eliminato al primo turno.

## Qualificazioni
```
Dopo aver vinto la 
Kupa FSO Zrenjanin
 e la 
Kupa FSP Zrenjanin
, il 
Radnički Zrenjanin
 si qualifica per la Coppa di 
Voivodina
.
[
4
]

Radnički - Sloven Ruma              3-1 
(
dts
)

AFK Ada - Radnički                  2-1 
(
dts
)
```

## Squadre qualificate
Le 18 partecipanti della Prva Liga 1974-1975 sono qualificate di diritto. Le altre 14 squadre (in giallo) sono passate attraverso le qualificazioni.

### Calendario
| Turno                | Gare        | Date              | Numero gare | Riduzione squadre |
| -------------------- | ----------- | ----------------- | ----------- | ----------------- |
| Sedicesimi di finale | Gara unica  | 3 settembre 1975  | 16          | 32 → 16           |
| Ottavi di finale     | Gara unica  | 23 settembre 1975 | 8           | 16 → 8            |
| Quarti di finale     | Gara unica  | 28 febbraio 1976  | 4           | 8 → 4             |
| Semifinali           | Gara unica  | 7 aprile 1976     | 2           | 4 → 2             |
| Finale               | Da definire | 25 maggio 1976    | 1           | 2 → 1             |

In finale, dal 1969 al 1986, vigeva la regola che:
- Se fossero giunte due squadre da fuori Belgrado, la finale si sarebbe disputata in gara unica nella capitale.
- Se vi fosse giunta una squadra di Belgrado, la finale si sarebbe disputata in due gare, con il ritorno nella capitale.
- Se vi fossero giunte due squadre di Belgrado, si sarebbe sorteggiato in quale stadio disputare la gara unica.
- La finale a Belgrado si sarebbe disputata il 24 maggio, in concomitanza con la festa per la Giornata della Gioventù (25 maggio).

## Sedicesimi di finale
| Squadra 1                | Risultato             | Squadra 2               |                                                       |
| ------------------------ | --------------------- | ----------------------- | ----------------------------------------------------- |
| 3 settembre 1975         | 3 settembre 1975      | 3 settembre 1975        | Marcatori                                             |
| (1) Čelik Zenica         | 1 – 0                 | Partizan (1)            | Peleš                                                 |
| (2) Famos Hrasnica       | 2 – 0                 | Vardar (1)              | Ćosić, Šumar                                          |
| (2) Jedinstvo Bihać      | 1 – 3                 | Radnički Pirot (2)      | Busić (J); Radović, Pavlović, Vučković (R)            |
| (2) Lovćen               | 2 – 1                 | Proleter Zrenjanin (2)  | Bušković, Radonjić (P); Savić (P)                     |
| (1) OFK Belgrado         | 0 – 2                 | Dinamo Zagabria (1)     | Vabec, Zajec                                          |
| (1) Olimpia Lubiana      | 0 – 1                 | Hajduk Spalato (1)      | Buljan rig.                                           |
| (2) Osijek               | 0 – 1                 | Radnički Niš (1)        | Vojinović                                             |
| (2) Priština             | 2 – 3                 | Istria (3)              | Kostić, Dončić (P); Maras 2, Ignjatić (I)             |
| (1) Stella Rossa         | 3 – 1                 | Rijeka (1)              | Jelikić, Filipović, Andrejević (SR); Makin (R)        |
| (1) Sarajevo             | 0 – 4                 | NK Zagabria (2)         | Kovačić 2, Čerček, Rukljač                            |
| (1) Sloboda Tuzla        | 5 – 0                 | AFK Ada (x)             | Mulahasanović 2, Kovačević 2, Jašarević               |
| (2) Šumadija Aranđelovac | 1 – 1 (dts) (5-4 dtr) | Bor (2)                 | Pejović (Š); S.Komljenović (B)                        |
| (3) Timok                | 0 – 2                 | Željezničar (1)         | Berjan, Jelušić                                       |
| (x) Vardar II            | 4 – 1                 | Mura (3)                | Krstevski 2, Bogoevski, Lazarevski (V); Blašković (M) |
| (1) Velež Mostar         | 2 – 1                 | Radnički Kragujevac (1) | Vukoje 2 (V); Panić (R)                               |
| (1) Vojvodina            | 5 – 1                 | Cement Beočin (3)       | Ivezić 3, Vučeković, Srdanović (V); Drapić rig. (C)   |

## Ottavi di finale
| Squadra 1                | Risultato         | Squadra 2          |                                                                     |
| ------------------------ | ----------------- | ------------------ | ------------------------------------------------------------------- |
| 23 settembre 1975        | 23 settembre 1975 | 23 settembre 1975  | Marcatori                                                           |
| (1) Dinamo Zagabria      | 3 – 1             | Sloboda Tuzla (1)  | Vabec 2, Kranjčar (D); Mulahasanović (S)                            |
| (3) Istria               | 0 – 1             | Famos Hrasnica (2) | Ćosić                                                               |
| (2) NK Zagabria          | 1 – 0             | Velež Mostar (1)   | Čerček                                                              |
| (1) Radnički Niš         | 1 – 6             | Hajduk Spalato (1) | Stanković (R); Mužinić 2, Jovanić, Šurjak, Žungul, Jerković (H)     |
| (2) Radnički Pirot       | 4 – 2             | Stella Rossa (1)   | Radović 2, Raičević, Bošković (R); Filipović 2 (SR)                 |
| (2) Šumadija Aranđelovac | 5 – 2             | Lovćen (2)         | Plećević 3, Pejović, Radosavljević (Š); Radonjić rig., Stešević (L) |
| (1) Vojvodina            | 3 – 1 (dts)       | Vardar II (x)      | Stakić, Ivezić, Pavković (Vo); Paunovski (Va)                       |
| (1) Željezničar          | 1 – 0             | Čelik Zenica (1)   | Avdukić                                                             |

## Quarti di finale
| Squadra 1           | Risultato             | Squadra 2                |                                   |
| ------------------- | --------------------- | ------------------------ | --------------------------------- |
| 28 febbraio 1976    | 28 febbraio 1976      | 28 febbraio 1976         | Marcatori                         |
| (1) Dinamo Zagabria | 2 – 0                 | Radnički Pirot (2)       | Kranjčar, Vabec                   |
| (2) Famos Hrasnica  | 0 – 0 (dts) (5-4 dtr) | Vojvodina (1)            |                                   |
| (1) Hajduk Spalato  | 1 – 0 (dts)           | Šumadija Aranđelovac (2) | Mijač                             |
| (2) NK Zagabria     | 2 – 1                 | Željezničar (1)          | Kafka, Rukljač (Z); S.Kojović (Ž) |

## Semifinali
| Squadra 1          | Risultato     | Squadra 2           |                                                               |
| ------------------ | ------------- | ------------------- | ------------------------------------------------------------- |
| 7 aprile 1976      | 7 aprile 1976 | 7 aprile 1976       | Marcatori                                                     |
| (1) Hajduk Spalato | 2 – 0         | Famos Hrasnica (2)  | Mijač, Jerković rig.                                          |
| (2) NK Zagabria    | 2 – 4         | Dinamo Zagabria (1) | Čerček, Lipovac (Z); Vabec, Kranjčar, Mustedanagić, Tukša (D) |

## Finale
| Arbitro: | Marijan Raus (Varaždin) |

|             |           |  |
| Šurjak 105’ | Marcatori |  |

| Hajduk | Dinamo |

| P               | 1  | Ivan Katalinić  |          |
| D               | 2  | Mario Boljat    |          |
| D               | 3  | Vedran Rožić    | Uscita   |
| D               | 4  | Šime Luketin    |          |
| D               | 5  | Luka Peruzović  |          |
| D               | 6  | Ivan Buljan     |          |
| A               | 7  | Slaviša Žungul  |          |
| C               | 8  | Dražen Mužinić  |          |
| C               | 9  | Željko Mijač    | Uscita   |
| A               | 10 | Jurica Jerković |          |
| A               | 11 | Ivica Šurjak    |          |
| A disposizione: |    |                 |          |
| D               | ?  | Vilson Džoni    | Ingresso |
| C               | ?  | Vančo Balevski  | Ingresso |
| Allenatore:     |    |                 |          |
| Tomislav Ivić   |    |                 |          |

| P               | 1  | Želimir Stinčić     |          |
| D               | 2  | Srećko Huljić       |          |
| D               | 3  | Čedomir Jovičević   |          |
| C               | 4  | Velimir Zajec       |          |
| C               | 5  | Filip Blašković     |          |
| D               | 6  | Ivica Miljković     |          |
| A               | 7  | Ivica Senzen        |          |
| D               | 8  | Džemal Mustedanagić |          |
| A               | 9  | Zlatko Kranjčar     |          |
| C               | 10 | Rajko Janjanin      | Uscita   |
| A               | 11 | Dragutin Vabec      |          |
| A disposizione: |    |                     |          |
| A               | ?  | Mario Bonić         | Ingresso |
| Allenatore:     |    |                     |          |
| Mirko Bazić     |    |                     |          |